# ラグナート・ラーオ
ラグナート・ラーオ（Raghunath Rao, 1734年8月30日 - 1783年12月11日）は、インドのデカン地方、マラーター王国の世襲における第6代宰相（ペーシュワー、在位：1773年 - 1774年）。マラーター同盟の盟主でもある。ラゴーバー（Raghoba）の名でも知られている。
バージー・ラーオの息子である彼は野望の人物であり、兄バーラージー・バージー・ラーオの死後に宰相位をめぐる一連の争いを起こし、その行動はイギリスの介入する第一次マラーター戦争を招いた。

## 生涯

### 北インドへの遠征
マラーター王国の宰相バーラージー・バージー・ラーオの弟であるラグナート・ラーオは、マラーター同盟の領土拡大のために北インドにたびたび遠征していた。
1753年から1755年にかけては、ラグナート・ラーオは北インドのジャート勢力に攻撃を行い、マラーター側に有利な条約を締結して帰還した。
1750年代になると、アフガン勢力ドゥッラーニー朝がパンジャーブ地方に進出し、北インドに進出していたマラーター同盟と対立するようになっていた。1757年1月にはムガル帝国の首都デリーに入城し、2月にはデリー及びその周辺地域を略奪した。
バーラージー・バージー・ラーオはすぐにラグナート・ラーオをデリーに送った。だが、同年8月に彼がデリーの戦いでアフガン勢力を破ったときには、アフマド・シャー・ドゥッラーニーはすでに退却していた。
1758年3月、ラグナート・ラーオはパンジャーブのラホールへと兵を進め、4月20日にアフマド・シャー・ドゥッラーニーの息子ティムール・ミールザーからラホールを奪い、同月28日にはアトックを、さらに5月8日にはペシャーワルを占領した。
そして、パンジャーブ一帯を占領したのち、同月にラグナート・ラーオはラホールからプネーへと帰還した。

### 宰相位への野望

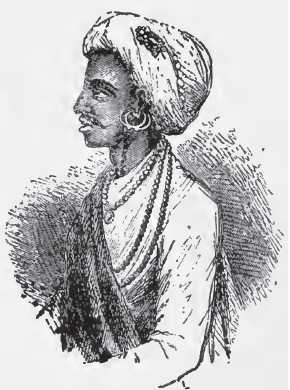
ラグナート・ラーオ

だが、1759年3月にアフマド・シャー・ドゥッラーニーがパンジャーブに侵攻し、1761年1月にマラーター同盟軍がパーニーパットで大敗すると、状況は一変した。半年後に宰相バーラージー・バージー・ラーオは死亡し、その息子マーダヴ・ラーオが後を継いだが、ここからラグナート・ラーオの宰相位への野望が始まるようになった。
宰相マーダヴ・ラーオとラグナート・ラーオの不和は続き、1762年8月22日にラグナート・ラーオがプネーからヴァドガーオンに去り、内乱がはじまった。だが、ラグナート・ラーオはニザーム王国から援助を受けたものの、マーダヴ・ラーオはこの内乱における戦いに勝利し、同年11月12日にラグナート・ラーオは降伏した。
その後、ラグナート・ラーオはニザーム王国が攻めてきた際に、親善を図ろうとしたが無駄に終わり、1763年8月10日にマーダヴ・ラーオがニザーム王国との戦闘で勝利し。

### ラグナート・ラーオの逮捕
ラグナート・ラーオは領土拡大のために北インドに遠征していたが、それはうまくいかなかった。ラグナート・ラーオはプネーに帰還したのち、妻のアーナンディー・バーイーや側近の将軍らに誘惑され、再びマーダヴ・ラーオの打倒を考えるようになった。
しかし、マーダヴ・ラーオはこの企みに気づき、1768年6月10日にラグナート・ラーオをシャニワール・ワーダーで逮捕した。
いずれにせよ、この一件でマーダヴ・ラーオとラグナート・ラーオの関係は悪化した。

### マーダヴ・ラーオの死とナーラーヤン・ラーオの殺害
1772年10月6日、ラグナート・ラーオが軟禁されていたシャニワール・ワーダーの自宅から逃げたが、再び逮捕された。だがこのとき、マーダヴ・ラーオの病状は深刻で、このような事件をかまうところではなかった。
そして、同年11月28日、宰相マーダヴ・ラーオは結核より死亡し、弟のナーラーヤン・ラーオが即位した。ラグナート・ラーオはその摂政になったものの、ナーラーヤン・ラーオとの擦れ違いから、宰相位への野望をめぐらすこととなった。彼は妻のアーナンディー・バーイーと共謀し、ナーラーヤン・ラーオの暗殺を考えるようになった。
そして、1773年8月30日、ガネーシャの祭りの最終日、ラグナート・ラーオは刺客シュメール・シング・ガールディーを放ち、ナーラーヤン・ラーオを自室で暗殺させた。遺体はその日の深夜にひそかに川で火葬したという。

### ラグナート・ラーオの廃位

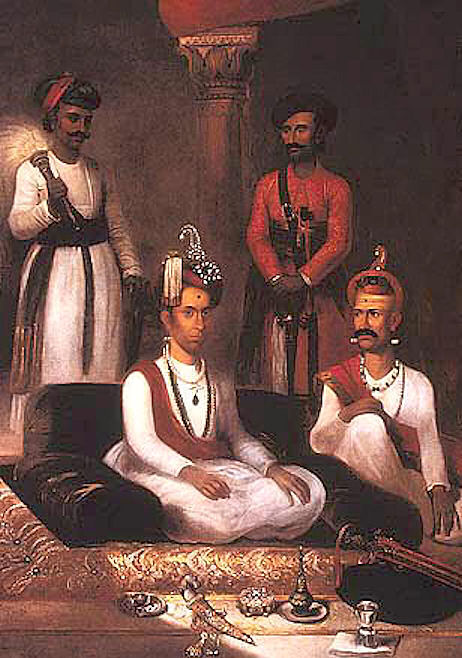
マーダヴ・ラーオ・ナーラーヤンとナーナー・ファドナヴィース

ラグナート・ラーオの犯行であることは明らかだったが、証拠がなかったため、10月10日に彼がナーラーヤン・ラーオの跡を継いで同盟の宰相となった。
だが、大臣の一人ナーナー・ファドナヴィースは事件の徹底究明に努め、ラグナート・ラーオとその妃アーナンディー・バーイーおよび実行犯と思われたシュメール・シング・ガールディーの調査を行った。
そうしたなか、1774年4月18日にナーラーヤン・ラーオの未亡人が息子マーダヴ・ラーオ・ナーラーヤンを生んだため、ラグナート・ラーオは廃位され、この幼児が宰相位につけられた。

### スーラト条約締結と第一次マラーター戦争
廃位されたラグナート・ラーオはプネーを逃げ、宰相マーダヴ・ラーオ・ナーラーヤンを擁するナーナー・ファドナヴィースを打倒するため、ボンベイのイギリスと組むことにした。
こうして、1775年3月6日にラグナート・ラーオはイギリスとスーラト条約を結び、兵員の援助を受け、宰相府と戦争に突入した。ここに第一次マラーター戦争が始まった。
この戦争は長期にわたり続いたが、ラグナート・ラーオは復権することはなく、1782年5月17日に講和条約サールバイ条約が結ばれて終結した。

### 死
講和後、1783年12月11日、ラグナート・ラーオは失意のうちに死んだ。また、1794年には妃のアーナンディー・バーイーも死んだ。
1796年12月4日に王国の宰相となったバージー・ラーオ2世は、彼とアーナンディー・バーイーの息子である。